# Степной (редут)
Редут Степной — сторожевое укрепление Тоболо-Ишимской линии, находится на юго-восточной окраине села Степное Марьяновского района Омской области, памятник истории.
Редут Степной построен на ровном местоположении и укреплен регулярным четырёхугольником, во всех углах сделаны насыпные 4 батареи. Ширина рва 11 м, ширина вала — 6 м, глубина до 2 м. Были надолбы, рогатки. На территории редута находились пороховой погреб, артиллерийский сарай, офицерский дом, солдатские казармы, конюшня.
В 1764 году редут Степной из-за нехватки пресной воды был перенесён на новое место, на расстояние одной версты на север от старого.
В начале XIX века редут утратил военное назначение.